# Лівонія (Луїзіана)
Лівонія (англ. Livonia) — місто (англ. town) в США, в окрузі Пуант штату Луїзіана. Населення — 1212 особи (2020).

## Географія
Лівонія розташована за координатами 30°33′44″ пн. ш. 91°33′0″ зх. д. / 30.56222° пн. ш. 91.55000° зх. д. (30.562248, -91.550112).  За даними Бюро перепису населення США в 2010 році місто мало площу 4,90 км², уся площа — суходіл.

## Демографія
Згідно з переписом 2010 року, у місті мешкали 1442 особи в 538 домогосподарствах у складі 406 родин. Густота населення становила 294 особи/км².  Було 572 помешкання (117/км²).
Расовий склад населення:
| - 90,2 % — білих - 7,3 % — чорних або афроамериканців - 0,3 % — корінних американців - 0,1 % — азіатів |

До двох чи більше рас належало 1,7 %. Частка іспаномовних становила 1,7 % від усіх жителів.
За віковим діапазоном населення розподілялося таким чином: 27,8 % — особи молодші 18 років, 61,3 % — особи у віці 18—64 років, 10,9 % — особи у віці 65 років та старші. Медіана віку мешканця становила 36,4 року. На 100 осіб жіночої статі у місті припадало 89,0 чоловіків;  на 100 жінок у віці від 18 років та старших — 92,8 чоловіків також старших 18 років.
Середній дохід на одне домашнє господарство  становив 70 677 доларів США (медіана — 67 692), а середній дохід на одну сім'ю — 82 462 долари (медіана — 83 750). Медіана доходів становила 52 917 доларів для чоловіків та 41 917 доларів для жінок. За межею бідності перебувало 17,8 % осіб, у тому числі 30,2 % дітей у віці до 18 років та 10,3 % осіб у віці 65 років та старших.
Цивільне працевлаштоване населення становило 769 осіб. Основні галузі зайнятості: освіта, охорона здоров'я та соціальна допомога — 18,5 %, виробництво — 17,3 %, транспорт — 16,5 %.